# Gundersen
Gundersen ist ein Familienname.

## Herkunft und Bedeutung
Gundersen ist ein patronymisch gebildeter dänischer und norwegischer Familienname mit der Bedeutung „Sohn des Gunder“.

## Namensträger
- Alfred Gundersen (1892–1958), norwegischer Ringer
- Åshild Bruun-Gundersen (* 1986), norwegische Politikerin
- Bjørn Gundersen (1924–2002), norwegischer Hochspringer
- Carl Gunnar Gundersen (* 1967), norwegischer Eishockeyspieler
- Christopher Gundersen (* 1983), norwegischer Segler
- Einar Gundersen (Fußballspieler, 1896) (1896–1962), norwegischer Fußballspieler
- Einar Gundersen (Fußballspieler, 1915) (1915–1997), norwegischer Fußballspieler
- Einar Gundersen (Ringer) (* 1948), norwegischer Ringer
- Erik Gundersen (* 1959), dänischer Bahnsportler
- Finn Gundersen (* 1933), norwegischer Eishockeyspieler
- Georg Gundersen (1897–1970), dänischer Ringer
- Gunder Gundersen (1930–2005), norwegischer Nordischer Kombinierer
- Gunnar Gundersen (Schachspieler) (1882–1943), australischer Mathematiker, Hochschullehrer und Schachspieler
- Gunnar Gundersen (Nordischer Skisportler), norwegischer Nordischer Skisportler
- Gunnar Gundersen (Schwimmer) (* 1956), norwegischer Schwimmer und Politiker
- Håkon Gundersen (1907–1986), norwegischjer Fußballspieler
- Herman Fredrik Zeiner-Gundersen (1915–2002), norwegischer General
- Jacob Gundersen (1875–1968), norwegischer Ringer
- Kaare Gundersen (1909–1971), norwegischer Boxer
- Laura Gundersen (1833–1898), norwegische Schauspielerin
- O. C. Gundersen (1908–1991), norwegischer Jurist, Diplomat und Politiker
- Pål Eirik Gundersen (* 1993), norwegischer Ringer
- Rudolf Gundersen (1879–1946), norwegischer Eisschnellläufer
- Thorstein Gundersen (1912–1965), norwegischer Skispringer
- Tor Gundersen (1935–2012), norwegischer Eishockeyspieler
- Tore Andreas Gundersen (* 1986), norwegischer Fußballspieler
- Tore Martin Søbak Gundersen (* 1987), norwegischer Skilangläufer
- Trude Gundersen (* 1977), norwegische Taekwondoin